# Schleifenbach (Wiese)
Der Schleifenbach (auch Schliffbach, am Oberlauf auch Fuchswaldbach und Fuchsgraben) ist ein rund 4 km langer Bach des Südschwarzwaldes im baden-württembergischen Landkreis Lörrach. Er entspringt im Grenzgebiet der Gemeinden Tunau, Schönau im Schwarzwald und Fröhnd am Tiergrüble und mündet in Schönau beim Jogi-Löw-Stadion von links und Nordosten in die Wiese.

## Namen
Die Landesanstalt für Umwelt Baden-Württemberg (LUBW) führt den Bach in der amtlichen Gewässerkarte als Schleifenbach (Fuchswaldbach), auf der zugrundeliegenden topografischen Karte ist er indes nur am Unterlauf (etwa ab der Mündung des Grabenbachs) als Schleifenbach bezeichnet, oberhalb findet sich der Name Schliffbach. Der Name Fuchswaldbach ist auf der topografischen Karte nicht verzeichnet. Im Geoportal Baden-Württemberg, wie auch auf dem Messtischblatt von 1927 in der Deutschen Fotothek, stellt sich die Situation gleich dar.
In der historischen Gemarkungsübersicht Baden ist der Unterlauf ebenfalls mit Schleifenbach bezeichnet, bachaufwärts noch vor der Mündung des Grabenbachs findet sich hier die Bezeichnung Schliffbach und ab der Mündung des Grabenbachs heißt der Bach Fuchswaldbach und an seinem Oberlauf dann Fuchsgraben.

## Geographie

### Verlauf
Das Quellgebiet des Schleifenbachs liegt auf rund 1050 m ü. NHN im Grenzgebiet der Gemeinden Tunau, Schönau im Schwarzwald und Fröhnd am Tiergrüble zwischen den beiden Schwarzwald-Gipfeln Nollenkopf im Norden und Hochgescheid im Süden. Er fließt zunächst in westnordwestlicher Richtung auf der Grenze zwischen den Gemeindegebieten von Schönau und Tunau und damit auch den Grenzen der Walddistrikte Schwarztannenhalden im Norden und Fuchswald im Süden. Auf etwa 940 m unterquert er den Oberen Bauernwaldweg, auf etwa 855 m schneidet er bei einer Spitzkehre einen namenlosen Forstweg, der die Fuchswaldstraße in Herrenschwand mit der Dorfstraße im Tunauer Weiler Bischmatt verbindet. Von dort an ändert er seine Richtung und fließt nun weitgehend nach Westen sein Tal hinab. Nach der Fälle zwischen etwa 760 m ü. NHN und 680 m ü. NHN auf einer Strecke von knapp 500 Metern verlässt er die Grenze und ist beidseitig von Schönauer Gemarkung umgeben, ehe er nochmals für etwa 300 Meter die Grenze zwischen Schönau und Tunau markiert. Danach fließt er auf Tunauer Gebiet bis oberhalb von Bischmatt wieder in nordwestlicher Richtung, ändert dort erneut seine Richtung nach Westen und verläuft parallel zur  Tunauer Straße (K 6305), markiert nochmals für 200 Meter die Gemeindegrenze, um dann auf Schönauer Gebiet durch das Gewann Schleifenbach in einem Halbrund der Wiese zuzustreben, in die er schließlich von links und Nordosten mündet.
Der etwa 4 km lange Lauf des Schleifenbachs endet ungefähr 530 Höhenmeter unterhalb seiner Quelle, er hat somit ein mittleres Sohlgefälle von etwa 13 %.

### Einzugsgebiet
Das naturräumlich zum Südschwarzwald gehörende Einzugsgebiet ist knapp 6 km² groß und liegt zu rund 55 % im Gemeindegebiet von Tunau, etwa 27 % von Schönau im Schwarzwald und die restlichen rund 18 % auf dem Gebiet der Gemeinde Fröhnd. Der höchste Punkt des Einzugsgebiets liegt im Südosten auf dem Hochgescheid auf 1203,3 m ü. NHN. Weitere Hochpunkte des Einzugsgebiets sind der Nollenkopf (1161,3 m ü. NHN), der Staldenkopf (1140,3 m ü. NHN), der Gscheidkopf (1064,3 m ü. NHN) und der Schneckenkopf (995,8 m ü. NHN).
Die Einzugsgebiete der folgenden Nachbargewässer grenzen an:
- Im Nordwesten fließt das Lochbächle, das oberhalb des Schleifenbachs in die Wiese mündet;
- im Norden konkurriert der Moosbach, der noch weiter oberhalb ebenfalls in die Wiese fließt;
- im Nordosten und Osten grenzt das Einzugsgebiet des Prägbachs mit seinen Nebenläufen Fischbach, Schwarzenbach, Eulenbächle und Weißenbach an, der sich ebenfalls oberhalb des Schleifenbachs in die Wiese ergießt;
- jenseits der südlichen Wasserscheide entwässert der Künabach mit seinen Nebenläufen Tiefengraben und dem technisch sogenannten NN-CT9 zur Wiese;
- im Südwesten fließt der Schneckenbach ebenfalls zur Wiese.

### Zuflüsse
Liste der Zuflüsse von der Mündung zur Quelle (abgefragt oder abgemessen auf der amtlichen Gewässerkarte, namenlose Bäche werden nicht berücksichtigt):
Name, Mündungsseite, Gewässerkennzahl, Länge, Mündung und Quelle
- Grabenbach, Oberlauf Rosenlochbächle (rechts), DGKZ: 2323322, 2,1 km , mündet auf etwa 690 m ü. NHN südlich des Weilers Bischmatt, entspringt auf etwa 920 m ü. NHN im Bauernwald, in diesen münden:
  - Tannmattbächle (links), DGKZ: 232332292, 0,2 km, mündet auf etwa 605 m ü. NHN südöstlich von Bischmatt, entspringt auf etwa 685 m ü. NHN;
  - Bifanglochbächle (links), DGKZ: 23233228, 0,4 km, mündet auf etwa 660 m ü. NHN westlich von Tunau, entspringt auf etwa 760 m ü. NHN südlich von Tunau am Katzenstein;
  - Wolfgrabenbächle (rechts), DGKZ: 23233226, 0,4 km, mündet auf etwa 715 m ü. NHN am Nordrand von Tunau, entspringt auf etwa 845 m ü. NHN unterhalb des Haldenfels’;
  - Gutenbrunnenbächle (rechts), DGKZ: 23233224, 0,5 km, mündet auf etwa 733 m ü. NHN am Nordostrand von Tunau, entspringt auf etwa 850 m ü. NHN im Tunauer Gewann Rossboden;
- Kühlebrunnen (links), DGKZ: 23233212, 0,72 km , mündet auf etwa 710 m ü. NHN in Schönau, Walddistrikt Fuchswald, entspringt auf etwa 938 m ü. NHN im Schneckenwald.

### Flusssystem Wiese
- Fließgewässer im Flusssystem Wiese